# HMS L6
Pour les articles homonymes, voir L6.
Le HMS L6 est un sous-marin britannique de classe L construit pour la Royal Navy pendant la Première Guerre mondiale. Le HMS L6 a été vendu à la ferraille en 1935.

## Conception
Les sous-marins de classe L étaient une version agrandie et améliorée de la classe E précédente. Ils avaient une longueur totale de 70,4 m, un maître-bau de 7,2 m et un tirant d'eau moyen de 4 m. Ces sous-marins avaient un déplacement de 905 tonnes en surface, et 1 091 tonnes en immersion. Ils avaient un équipage de 35 officiers et matelots.
Pour la navigation en surface, ces navires étaient propulsés par deux moteurs diesel Vickers à 12 cylindres de 1 200 ch (895 kW), chacun entraînant un arbre d'hélice. En immersion, chaque hélice était entraînée par un moteur électriques de 600 ch (447 kW). Ils pouvaient atteindre la vitesse de 17 nœuds (31 km/h) en surface et 10,5 nœuds (19,4 km/h) sous l’eau. En surface, la classe L avait un rayon d'action de 3 200 milles marins (5 900 km) à 10 nœuds (19 km/h).
Les navires étaient armés d’un total de six tubes lance-torpilles de 18 pouces (457 mm). Quatre d’entre eux étaient dans l’étrave et la paire restante était installée sur les flancs. Ils transportaient 10 torpilles de recharge, toutes pour les tubes d’étrave. Ils étaient aussi armés d’un canon de pont de 4 pouces (102 mm).

## Engagements
Le HMS L6 a été construit par William Beardmore and Company à leur chantier naval de Dalmuir. Sa quille fut posée le 19 octobre 1916, il a été lancé le 14 janvier 1918 et mis en service le 3 juillet 1918. En 1918, il est basé à Falmouth, en Cornouailles. En 1919, le HMS L6 a été affecté à la 4e flottille sous-marine et au HMS Titania. Il a navigué jusqu’à Hong Kong, où il est arrivé le 14 avril 1920.
Le HMS L6 a été vendu à la ferraille en janvier 1935 à Newport, dans le Monmouthshire.